# Zygote Body
Zygote Body раніше Google Body — це сайт, який дозволяє користувачеві переглядати 3D анатомічну модель людського тіла. Є кілька шарів, які відповідають за відповідні системи тіла, від епітеальної до сполучної. Це дозволяє краще вивчати різні частини людського тіла.

## Технологія
Створено з допомогою сучасної браузерної технології WebGL.

## Лінки
- Zygote Body сайт [Архівовано 27 травня 2014 у Wayback Machine.]
- Відео демонстрація [Архівовано 27 січня 2011 у Wayback Machine.]